# John H. Freeman
John H. Freeman (* 21. Juli 1944 in Rochester; † 3. März 2008 in Lafayette) war Professor an der Graduate School of Management der Cornell University sowie der Business School der University of California, Berkeley. Sein letzter Lehrstuhl wurde während Freemans Amtszeit durch eine Stiftung von Leo Helzel umbenannt in Helzel Professor of Entrepreneurship and Innovation.

## Leben
Mit einem A. B. von der Washington and Lee University (Lexington), 1966, wechselte Freeman an die University of North Carolina at Chapel Hill, wo er 1970 seinen Masterabschluss und 1972 den Ph.D. erlangte. 1975 übernahm Freeman eine Junior-Professur an der School of Business Administration der University of California, Berkeley. Von 1985 bis 1993 war Freeman Herausgeber der Administrative Science Quarterly an der Johnson School of Management der Cornell University. Neben der ASQ wirkte er auch in der Redaktion des American Journal of Sociology und der American Sociological Review mit.
1993 kehrte Freeman zurück nach Berkeley und übernahm die Leitung des Lester Center for Entrepreneurship and Innovation der Business School Berkeleys, heute als Walter A. Haas School of Business bekannt. 1997 gründete er das Berkeley Entrepreneurship Laboratory, einem Off-Campus Business-Inkubator für Absolventen der Universität.
John Freeman verstarb am 3. März 2008 an den Folgen eines Herzinfarktes in seinem Haus in Lafayette.

## Arbeit und Forschung
Freemans frühe Forschungen befassten sich mit Organisationspolitik, insbesondere das Verhältnis von Management zu sonstigen Beschäftigten. Hier entdeckte Freeman, das Organisationen im Niedergang ein erkennbares Ungleichgewicht in diesem Verhältnis aufwiesen. Das Muster wurde als Freeman-Effekt bekannt und gehört zum Grundwissen der Organisationstheorie.
Die größte Bekanntheit erlangte Freeman durch die Untersuchungen zur Organisationsökologie, die er mit Michael T. Hannan, Professor der Stanford University durchführte. Nach diesem Ansatz passen sich Organisationen der Umwelt nur begrenzt auf geplantem Weg an. Stattdessen gehen Organisationen unter, die der äußeren Umwelt nicht mehr angemessen adaptiert sind. Veränderungen geschehen eher zufällig unter dem Druck der Umweltbedingungen und weit außerhalb der Kontrolle des Managements. Aus einem Organizational Behavior wird so ein evolutionärer Ansatz und die Population von Organisationen rückt in den Fokus der Betrachtung.
Diesen Tenor behielt Freeman nun bei und untersuchte auf der Grundlage des Ökologieansatzes verschiedene Themen, darunter den Zusammenhang zwischen Organisationsalter und -sterblichkeit (vergleichbar mit der Lebensdauer von Spezies in ihrer ökologischen Nische), r-/k-Strategien der Vermehrung, Breite von Nischen, Organisationsformen, Dichte-Abhängigkeiten (Bevölkerungsdichte in einer Nische) und Konkurrenzverhalten.
Unter anderem durch Freemans Arbeit wurde die Organisations-Ökologie ein wichtiges Forschungsfeld in der Organisationsforschung, dessen Wirkung sich bis in die Managementlehre, insbesondere die des strategischen Managements erstreckt.
In den letzten 20 Jahren seines Berufslebens konzentrierte Freeman sich auf die Erforschung von Unternehmertum (Entrepreneurship).

## Auszeichnungen
1992 wurden Freeman und Hannan mit dem Max-Weber-Award für ausgezeichnete Forschung geehrt, den sie für das 1989 veröffentlichte Werk zur Organisation-Ökologie erhielten.

## Bibliografie

### Bücher
- J. Freeman: Team teaching in Britain. Ward Lock Educational, London 1969.
- M. T. Hannan, J. Freeman: Organizational Ecology. Harvard University Press, 1989.
- J. Freeman: Administrative intensity in manufacturing organizations. Chapel Hill, 1972.

### Artikel
- M. T. Hannan, J. Freeman: The Population Ecology of Organizations. In: American Journal of Sociology. Band 82, 1977, S. 929–964. (Nachdruck In: D. S. Pugh (Hrsg.): Organization Theory. Penguin, 1997)
- John H. Freeman, Jerome Engel: Models of Innovation: Startups and Mature Corporations. California Management Review, 2007.
- John H. Freeman, Pino G. Audia: Community Ecology and the Sociology of Organizations. In: Annual Review of Sociology. Vol. 32, August 2006.